# Sümegi Kálmán
Sümegi Kálmán, Czapf (Sümeg, 1852. október 10. – Szeged, 1899. szeptember 6.) hírlapíró, irodalomtörténész, biztosító vezértitkár.

## Élete
Sümegen született, ahol apja Sümegi János a veszprémi püspökségnél uradalmi tiszttartó volt, anyja Szánthó Mária. A gimnázium négy osztályát Keszthelyen, az V. és VI. osztályt Székesfehérvárt végezte. Ekkor a szombathelyi papnevelőbe került és mint papnövendék a VII. és VIII. osztályt és a teológiai tanfolyamból egy félévet töltött. Már 1869-ben a Vasmegyei Lapokban jelent meg egy verse. Otthagyván a szemináariumot Budapestre ment a jogi egyetemre, majd bölcseletet hallgatott. Közben a Nemzeti Színháznál mint tisztviselő Szigligeti Ede mellett működött és itt kezdett az irodalommal tüzetesebben foglalkozni. Levelezője volt a Zalai Közlönynek; dolgozott a Fővárosi Lapokba, Reformba, Családi Körbe, Nefelejtsbe; különösen foglalkozott Kisfaludy Sándorral és több adatot nyújtott róla; ezeket fölhasználva írt a Pesti Naplóba, Életképekbe, Figyelőbe, Vasárnapi Ujságba, Petőfi Társaság Lapjába, Magyar Bazárba, Viszhangba és több más lapba. Mint rendes munkatárs, előbb az Életképeknél, aztán az Ellenőrnél, majd a Magyarország és a Nagyvilágnál és Független Hirlapnál dolgozott, de e mellett majd minden lap számára írt. Több tárcacikke németül a Pester Lloydban jelent meg és néhány rajzát a vidéki német lapok fordították le. 1881-ben az Arad és Vidékéhez ment főmunkatársnak, azon év július 12-én e lap szerkesztését átvette és azt 1885. április 15-ig szerkesztette. Ekkor megvált a laptól és újra kizárólag a szépirodalmi téren működött. 1881-ben Czapf családi nevét Sümegire változtatta. Utolsó éveiben az első magyar általános biztosító-társaság szegedi vezértitkára és az ottani Dugonics Társaság tagja volt. Regényeket és elbeszéléseket is írt.
Arcképe: kőnyomat a Hölgyek Lapja munkatársai c. műlapon.

## Írásai
Cikkei közül felemlítendők: a Fővárosi Lapokban (1876. 38., 39. sz. Kisfaludy-Sándor mint gazda, 1885. 88., 89. sz. A Proletárok szerzőjéről apró vonások), az Életképekben (1876. Kisfaludy Sándor hátrahagyott munkáiról, Kisfaludy Károly emlékezete, Kisfaludy Sándor végrendelete), a Nemz. Naplóban (1876. 251., 252. sz. Kisfaludy S. prózában írt munkáiról), a Viszhangban (1877. 9-13. sz. Szegedy Róza), az Ellenőrben (1877. 110. sz. A «Karthausi» satyrája 160. sz. Kármán József és a nők, 187. Népköltészetünkben a katona, 255., 257. Költészetünkben a csárda, 438. Gyulai Pál Petőfiről. 160. sz. Kármán József és a nők, 1879. 172. Arthur, Eötvös Karthausiából, 256. B. Eötvös József emlékezete), a Győri Közlönyben (1877. 95., 97., 100. sz. Kovács Pál jubileuma). A Honban (1877. 257. Magyar operaház), a Petőfi-Társaság Lapjában (1877. Vörösmarty és a nők, Kisfaludy K. és a nők, Kisfaludy Sándor és regéi), a Független Hirlap (1879. 18. sz. Szigligeti emlékezete), a Képes Családi Lapokban (1880., 1885. elbeszélések), az Arad és Vidékében (1881. A szép mostoha, regény és beszélyek).

## Munkái
- A mi kis regényünk. Regény. Arad, 1880. (Előbb a Pesti Napló 1880. 1. és köv. sz.-ban.)
- Szép asszonyok. Elbeszélések. Uo. 1882. (Ism. Főv. Lapok 259. sz.)
- Foszlányok. Elbeszélések. Szeged, 1901.

## Álnevei és jegyei
Szél Kakas (Ellenőr P. Hirlap, Hölgyek Lapja és Arad és Vidékében), Armand, S. K., -i-n., S.